# Lill-Renträsket, Västerbotten
Lill-Renträsket är en sjö i Vindelns kommun i Västerbotten och ingår i Sävaråns huvudavrinningsområde. Sjön har en area på 0,708 kvadratkilometer och ligger 250,1 meter över havet.

## Delavrinningsområde
Lill-Renträsket ingår i det delavrinningsområde (716354-169065) som SMHI kallar för Utloppet av Lill-Renträsket. Medelhöjden är 258 meter över havet och ytan är 2,17 kvadratkilometer. Det finns ett avrinningsområde uppströms, och räknas det in blir den ackumulerade arean 10,13 kvadratkilometer. Vattendraget som avvattnar avrinningsområdet har biflödesordning 2, vilket innebär att vattnet flödar genom totalt 2 vattendrag innan det når havet efter 106 kilometer. Avrinningsområdet består mestadels av skog (63 procent). Avrinningsområdet har 0,71 kvadratkilometer vattenytor vilket ger det en sjöprocent på 32,4 procent.